# 肯特·布罗克曼
肯特·布罗克曼（英語：Kent Brockman）是动画片《辛普森一家》中的角色，由哈里·希勒配音，并在剧集“Krusty Gets Busted”中首次出现。他是一個脾氣暴躁，以自我中心的新聞主播。
台灣配音版的名字改成李掏（影射李濤），其新聞節目為『2100犬民開講』（影射『2100全民開講』）。

## 个人简介
肯特·布洛克曼是动画剧《辛普森一家》中频道6工作日新闻的主持人，他还主持了当地时事节目Smartline（对全国时事节目Nightline的模仿），与肯特·布洛克曼反击！（对Fight Back! With David Horowitz的模仿），关注斯普林菲尔德（对Eye on LA的模仿），这个节目主要关注斯普林菲尔德的娱乐新闻，还有游戏节目斯普林菲尔德方块， 斯普林菲尔德行动新闻，并在下午6:00的新闻中有他自己的个人评论环节 "我两分钱的想法"。在"The Mansion Family"一集中，他和流行音乐歌手布兰妮·斯皮尔斯一起主持了一个颁奖典礼。
有暗示说布洛克曼是犹太人，他改了姓氏，从布洛克尔斯坦改成现在的布洛克曼；这最初是在"Mother Simpson"一集中的一个1960年代的闪回片段中提出的，那时布洛克曼在他的职业生涯初期被称为肯尼·布洛克尔斯坦。他有时可以被看到戴着希伯来 生命符号的项链。他被看到好几次参加洛夫乔伊牧师的新教教堂，在"Marge on the Lam"一集中，他说出了他对启示录的信仰，这表明他表白了基督教的宗教信仰。
布洛克曼有一个女儿，布里塔尼，她可能是他与频道6天气女孩的风流韵事的产物。他还有一个叫斯蒂芬妮的妻子。在"Kamp Krusty"一集中，揭示布洛克曼在他的职业生涯中，报道过越南战争，1979-89年的苏联–阿富汗战争，和1991年的海湾战争。
在"Dog of Death"一集中，布洛克曼赢得了价值1300万美元的州彩票大奖，并在直播中离开了新闻台。然而，由于他仍在合同期内，他仍然是一个新闻主播，尽管他也承认他喜欢每年赚50万美元的收入。他和交通记者阿尼·派有一场持续的争执，他一直在批评派的报道，甚至在人们误以为派在一次直升机事故中死亡时发出了笑声。当阿尼·派接替布洛克曼的主播位置时，他在直播中承认和布洛克曼的女儿亲热，但他确信是和"已经成年的那个"，从而揭示出布洛克曼有一个已成年的女儿。
布洛克曼喜欢使用冒犯性的语言，在第400集"You Kent Always Say What You Want"中，这个习惯对他产生了负面影响。当霍默不小心把咖啡洒在布洛克曼的裤裆上时，他大喊出Ned Flanders所称的一句"超级脏话"，让所有看到的人都感到震惊。由于电视台要向联邦通信委员会（FCC）支付罚款，布洛克曼被降职为天气预报员，并很快被解雇，因为网络高管故意将布洛克曼咖啡里的Splenda误认为是可卡因。后来，布洛克曼因曝光FCC打击媒体淫秽内容真实原因（这一内容在YouTube上看到）而被封口，并因此恢复了他的工作，且薪水增加了50%，新的年薪为75万美元。

## 创作和灵感来源

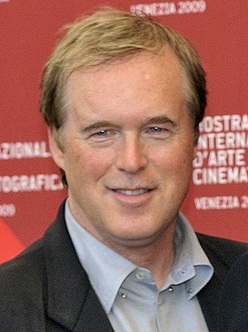
Brad Bird设计了布洛克曼。

肯特·布洛克曼首次在电视上出现是在第一季的一集"Krusty Gets Busted"中，该集于1990年4月29日首播。这个角色的灵感来自洛杉矶的新闻主播Hal Fishman和Jerry Dunphy。"Krusty Gets Busted"的导演，Brad Bird，设计了这个角色，并以新闻主播Ted Koppel为模型。对角色的另一种影响来自The Mary Tyler Moore Show中由Ted Knight扮演的Ted Baxter。Dunphy对布洛克曼这个角色是基于他自己感到自豪，并会告诉人们他就是肯特·布洛克曼。

## 评价
书籍《Planet Simpson》的作者Chris Turner表示，“如果说《辛普森一家》中新闻界有一个标志性的面孔，那就是布洛克曼的面孔”，他认为“从布洛克曼的新闻报道中，我们可以看到一些现代新闻媒体最丑陋的偏见”，其中包括他所指出的轻率、夸大其词和轰动性报道。MSN称布洛克曼是最糟糕的电视新闻主播之一。
《You Kent Always Say What You Want》得到了评论家的好评。IGN称其为该季度第二好的一集。